# Dalit (Insel)
Dalit ist eine Insel und Bestandteil der Gruppe der Caluya-Inseln, welche sich in der philippinischen Provinz Antique befindet.

## Lage und Geographie
Die Insel liegt etwas westlicher von den restlichen Inseln der Gruppe und ist im Norden ca. 730 m von der Insel Tabonan, im Westen ca. 940 m von der Insel Ilugao und im Süden ca. 711 m von der Insel Cadid entfernt. Die Fläche ist dabei zweigeteilt in den Hauptteil im Nordosten sowie einen kleinen hauptsächlich felsigen Teil im Südwesten, ca. 50 m vom Hauptteil entfernt, welcher auch einen eigenen kleinen Strandbereich hat. Im Westen der Hauptinsel steigen zudem ein paar größere Felsen aus dem Wasser empor. Bis auf einige kleinere Flecken Sandstrand im Osten und im Südwesten ist die Insel nebst den felsigen Klippen komplett mit Wald bewachsen.
Auf dem Hauptteil beträgt die größte Entfernung von Norden nach Süden ca. 108 m. Von Westen nach Osten beträgt der breiteste Weg ca. 228 m. Größere Erhebungen gibt es auf der Insel nicht.